# Wilhelm Brunner (Politiker)
Wilhelm Paul Karl Hermann Brunner (*  4. Februar 1899 in Siersleben; † 22. Februar 1944 in Dorpat, Estnische SSR) war ein deutscher Kommunalpolitiker, Oberbürgermeister in Pirna sowie Bürgermeister von Limbach/Sa., Kötzschenbroda und Radebeul.

## Leben
Nach seiner Teilnahme am Ersten Weltkrieg studierte Brunner Rechtswissenschaften in Hamburg und Halle, anschließend arbeitete er als promovierter Jurist ab 1922 für die Stadtverwaltung Eisleben. 1924 wurde er 2. Bürgermeister von Limbach/Sa.
1929 wurde Wilhelm Brunner zum 1. Bürgermeister von Kötzschenbroda gewählt. Trotz Wirtschaftskrise schaffte er es als Finanzfachmann, den Haushalt der Stadt zu sanieren. Anfang der 1930er Jahre versuchte er, das zu dem Zeitpunkt kleinere Radebeul (Stand 1933: 12.949 Einwohner) nach Kötzschenbroda (Stand 1933: 18.909 Einwohner) einzugemeinden. Dies gelang dem als liberalistisch geltenden Bürgermeister nicht. Im Gegenzug gemeindete Radebeul im Laufe des Jahres 1934 Wahnsdorf und Oberlößnitz mit zusammen 3.309 Einwohnern (Stand 1933) ein. Zum 1. Januar 1935 gelang es dem der NSDAP angehörenden Bürgermeister von Radebeul, Heinrich Severit, Kötzschenbroda und Radebeul zur bezirksfreien Stadt unter dem gemeinsamen Namen Radebeul zusammenzuschließen und damit der Eingemeindung nach Dresden zu entgehen. Aufgrund der zum 30. Januar 1935 neuen Deutschen Gemeindeordnung wurde Radebeul am 1. April 1935 zum Stadtkreis erklärt (mit etwa 35.000 Einwohnern). Heinrich Severit, ab 1935 Oberbürgermeister, blieb im Amt bis 1945, während Brunner, kurzzeitig 2. Bürgermeister von Radebeul unter Severit, 1935 als Oberbürgermeister nach Pirna berufen wurde.
Brunner wurde 1939 als Offizier zum Militärdienst eingezogen, 1940 jedoch bis auf weiteres beurlaubt, womit er seine Amtsgeschäfte bis 1941 wieder übernehmen konnte. 1942 diente Brunner als Oberleutnant in der 94. Infanterie-Division, von deren Teilnahme am Frankreichfeldzug und am Russlandfeldzug eines seiner Tagebücher berichtet. Brunner wurde als Major Bataillonskommandeur eines Pionierbataillons und am 1. Februar 1944 zum Korps-Pionier-Führer des X. Armeekorps ernannt. Am 9. Februar 1944 wurde er tödlich verwundet und verstarb am 22. Februar 1944 in Dorpat (Estland). Posthum erfolgte eine Beförderung zum Oberstleutnant.
Zwischen 1987 und 1993 veröffentlichte Brunners Sohn Peter einige Tagebücher des Vaters sowohl aus dem Ersten wie auch aus dem Zweiten Weltkrieg.
Ein weiterer Sohn war der liberale Politiker Gerd Brunner.

## Schriften
- Peter Brunner (Hrsg.): Tagebuch des Wilhelm Brunner: 1917–1919. Selbstverlag, Aschaffenburg 1993.
- Peter Brunner (Hrsg.): Tagebuch und Briefe des Dr. Wilhelm Brunner : 18.9.1939–11.12.1942. Selbstverlag, Aschaffenburg 1990.
- Peter Brunner (Hrsg.): Kriegstagebuch des Dr. Wilhelm Brunner: 6.11.1942–7.2.1944. Selbstverlag, Aschaffenburg 1987.